# 田島信威
田島 信威（たじま のぶとし、1935年11月15日 - ）は、日本の官僚、大学教授。

## 経歴
1961年に東京大学法学部を卒業後、参議院法制局に1999年まで勤務した。1995年から1999年までは法制局の局長を務めている。退職後は大学教授として教鞭をとった。2007年（平成19年）11月3日に瑞宝重光章を受章。
代表的な著書に参議院法制局在職時代に著した『最新法令の読解法』（初版1980年、第3版2006年、ぎょうせい）があり、その他、法令や条例関係の著述が共著のものも含め数冊ある。

## 略歴
- 1961年（昭和36年） 東京大学法学部第一類卒業
- 1977年（昭和52年）6月1日 参議院法制局第五部第二課長
- 1980年（昭和55年）8月6日 参議院法制局第一部第一課長
- 1985年（昭和60年）10月1日 参議院法制局法制主幹
- 1986年（昭和61年）12月22日 参議院法制局第二部長
- 1989年（平成元年）9月4日 参議院法制局第一部長
- 1993年（平成5年）1月12日 参議院法制次長
- 1995年（平成7年）6月20日 参議院法制局長
- 1999年（平成11年）8月13日 依願退職
- 2000年（平成12年） 東北文化学園大学教授
- 2004年（平成16年） 白鷗大学法科大学院教授
- 2007年（平成19年）11月3日 瑞宝重光章受章

| スタブアイコン | サブスタブ | この項目は、まだ閲覧者の調べものの参照としては役立たない、人物に関連した書きかけの項目です。この項目を加筆・訂正などしてくださる協力者を求めています（P:人物伝/PJ:人物伝）。 |